# Kullu

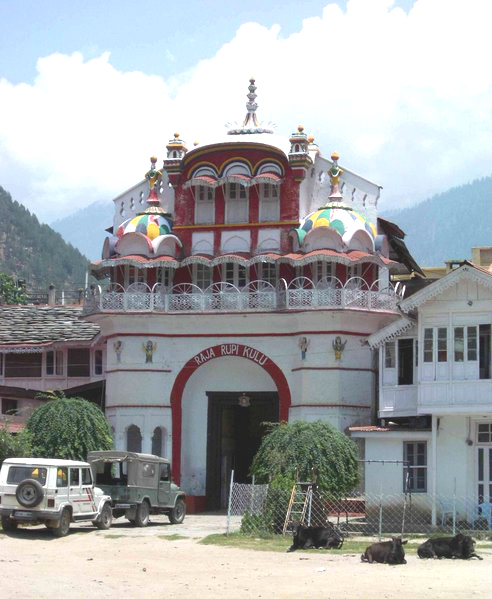
Raja Rupi Kulu Palace in Kullu

Kullu (auch Kulu; Hindi कुल्लू, Kullū) ist eine Stadt (Municipal Council) mit ca. 20.000 Einwohnern im nordindischen Bundesstaat Himachal Pradesh. Die Stadt ist Verwaltungssitz des gleichnamigen Distriktes.

## Lage und Klima
Die Stadt liegt im Vorderen Himalaya (genauer: im Südosten der Dhauladhar-Kette) im Kullutal auf ca. 1280 m Höhe am Ufer des Beas, der die Stadt teilt und über den mehrere Brücken führen. Etwa 10 km südlich befindet sich der Flughafen Kullu-Bhuntar. Das Klima ist gemäßigt bis warm; Regen (ca. 1970 mm/Jahr) fällt hauptsächlich während der sommerlichen Monsunzeit.

## Bevölkerungsentwicklung
| Jahr      | 1991   | 2001   | 2011   |
| Einwohner | 14.569 | 18.306 | 18.563 |

Knapp 88 % der Bevölkerung sind Hindus, nur jeweils 2 % sind Moslems und Sikhs, knapp 7 % sind Buddhisten und ca. 1 % sind Christen. Man spricht Hindi und Pahari.

## Wirtschaft
Kullu ist ein Handelszentrum. Hauptwirtschaftsfaktoren sind in erster Linie die Landwirtschaft (Äpfel, Pflaumen, Erbsen und Mandeln; roter Reis) und das regionale Kunsthandwerk. Daneben spielt der Tourismus (indische Touristen; weniger Ausländer) eine wichtige Rolle.

## Geschichte
Gemäß hinduistischen Legenden ist das Kullutal die Wiege der Menschheit, denn hier soll Manu, der erste Mensch, gelebt und eine Sintflut überstanden haben. Später sollen die Pandava-Brüder hier Zuflucht gefunden haben. Die Stadt Kullu wurde im Jahr 1660 von Raja Jagat Singh als Hauptstadt bestimmt; im Jahr 1846 übernahmen die Briten offiziell die Macht und machten aus dem Ort allmählich eine Hill Station. Der lokale Raja von Kullu ist zwar seit Mitte des 19. Jahrhunderts formell entmachtet, spielt aber auch heute noch eine wichtige politische Rolle in der Region.

## Sehenswürdigkeiten
- Kullu ist bedeutend ruhiger als andere indische Städte. Einzige Sehenswürdigkeit ist der etwas kitschig wirkende Fürstenpalast aus dem frühen 20. Jahrhundert.

Umgebung
- Im Kullutal gibt es zahlreiche Tempel (mandira), deren genaues Alter wegen wiederholter Ausbesserungs- und Restaurierungsarbeiten kaum noch bestimmt werden kann.

## Feste
Während des Kullu Dussehra finden alljährlich im Oktober zahlreiche Prozessionen und Umzüge in und um Kullu statt und das zentrale Festgelände bietet Volksfestatmosphäre.